# 索波特河
50°23′56″N 22°57′25″E / 50.3988°N 22.9569°E

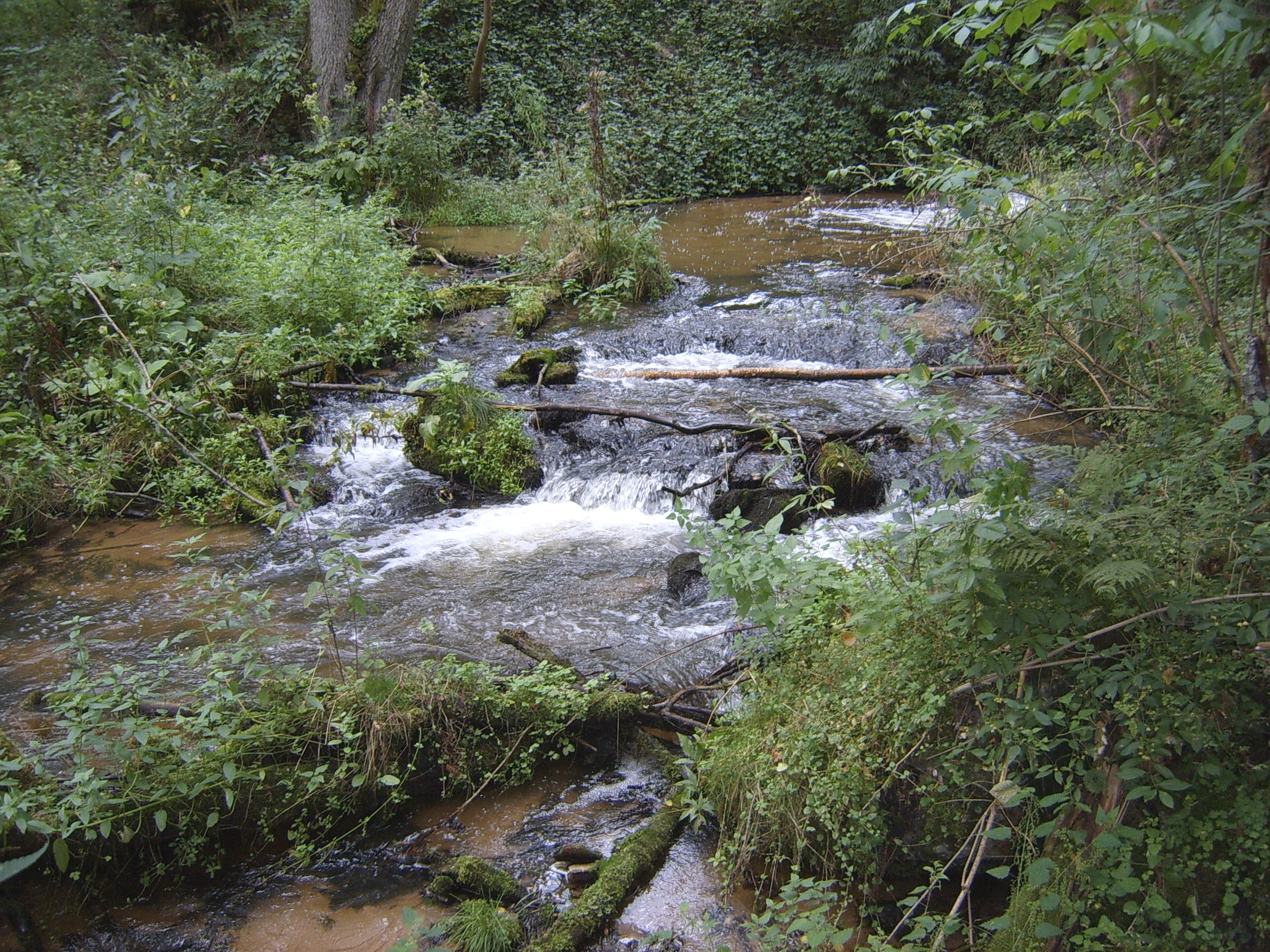

索波特河是波蘭的河流，位於該國西部，處於盧布斯卡省，該河流屬於塔內夫河的右支流，河道全長24公里，流域面積123平方公里。